# Cyrano angustior
Cyrano angustior är en trollsländeart som beskrevs av Hämäläinen 1989. Cyrano angustior ingår i släktet Cyrano och familjen Chlorocyphidae. Inga underarter finns listade i Catalogue of Life.